# Coy Koopal
Cornelis Jan Marinus (Coy) Koopal (Blerick, 22 juli 1932 – Voerendaal, 20 december 2003) was een Nederlands voetballer die als linksbuiten of middenvoor speelde. De zesvoudig international kwam in het Nederlandse profvoetbal uit voor VVV, Willem II en Fortuna '54.

## Loopbaan

### Beginjaren
Hij begon als junior bij SV Blerick. Hij debuteerde op zijn zestiende in het eerste elftal van de Tweedeklasser. Zijn eerste doelpunt scoorde hij op 19 december 1948, de openingstreffer thuis tegen Woensel (2-1).
Koopal speelde in de voorhoede van Blerick samen met Jan van den Heuvel, Jozef Theuws en Jan Verberk. Ze werden allen aangetrokken door VVV.

### Onrust profvoetbal
De komst van het profvoetbal na de zomer van 1954 leidde tot een onrustige periode voor de dan 22-jarige Koopal. Als topschutter van Blerick stond hij in de belangstelling van 
Sportclub Venlo '54. Deze nieuwe profclub kwam uit in de wilde competitie van de NBVB. Samen met ploeggenoot Jan van den Heuvel trainde Koopal in de voorbereiding mee met Sportclub Venlo '54. Maar beide Blerick-spelers trokken zich vlak voor de competitiestart terug.
Koopal had nog geen contract getekend en hij kon daardoor terug naar zijn oude club.
De eerste competitieduels, op 5 en 12 september 1954,  speelde hij weer voor Blerick. Het waren de twee laatste want half september werd hij aangetrokken door VVV.
Koopal maakte direct zijn debuut, op 19 september thuis tegen EBOH. Hij scoorde de openingsgoal maar de wedstrijd ging met 2-5 verloren.

### Oranje
Zijn debuut in het Nederlands elftal maakte hij op 14 maart 1956 tijdens de legendarische 1-2 overwinning op regerend wereldkampioen West-Duitsland. In zijn tweede interland, een maand later uit tegen België (0-1), was Koopal de matchwinnaar door de enige treffer te scoren.
Later dat jaar maakte hij, in de interland tegen Saarland, de 500e goal uit de geschiedenis van Oranje. Hij speelde zes interlands waarin hij tweemaal scoorde. Bondscoach Max Merkel gaf daarna de voorkeur aan Coen Moulijn waardoor de internationale loopbaan nog geen jaar duurde.

### Acht jaar Willem II
Na twee succesvolle jaren bij VVV werd hij in de zomer van 1956 voor 57.000 gulden verkocht aan Willem II. Hij was twee jaar op rij clubtopscorer (38 goals in 67 wedstrijden) van VVV.
Koopal kende geen goede start bij de landskampioen van 1955. Hij speelde in de voorhoede met Piet de Jong en oud-international Jan van Roessel maar desondanks degradeerde Willem II uit de Eredivisie.
Na een jaar was de Tilburgse club weer terug op het hoogste niveau maar in 1963 volgde opnieuw degradatie. Willem II won toen wel de KNVB beker door ADO in de finale met 3-0 te verslaan.
Willem II mocht door de bekerwinst in het seizoen 1963/64 deelnemen aan de Europa Cup II voor bekerwinnaars. Koopal was erbij in beide duels tegen Manchester United. Na de 1-1 in de thuiswedstrijd op 25 september verloor Willem II de return op Old Trafford op 15 oktober met 6-1, door onder meer drie treffers van Denis Law en een van Bobby Charlton. 
Na een matig seizoen in de Eerste divisie (tiende plaats) verliet Koopal medio 1964 na acht seizoenen de Tilburgse club. Hij scoorde in die periode 123 doelpunten, waarvan 94 in de Eredivisie. Dat laatste aantal is tot op heden een clubrecord bij Willem II.

### Terug naar Limburg
Coy Koopal keerde terug naar Limburg om bij Fortuna '54 zijn voetballoopbaan af te sluiten. In zijn laatste seizoen 1965/66 kwam hij nog maar weinig aan spelen toe. Hij stopte op 34-jarige leeftijd en werd trainer in het Zuid-Limburgse amateurvoetbal.
Hij zou 23 jaar trainer blijven in de top van het amateurvoetbal. In zijn debuutseizoen 1966/67 werd hij met Minor kampioen in de Eerste klasse, destijds het hoogste amateurniveau. De club streed mee om de landstitel die naar Middelburg ging. Negen jaar later lukte het Koopal met SV Limburgia uit Brunssum het landskampioenschap bij de zondagamateurs te behalen.
In september 1989 kwam er een abrupt einde aan zijn trainersloopbaan. Na twee verloren wedstrijden werd Koopal bij Voerendaal aan de kant gezet.
Hij legde zich daarna toe op de tennissport en haalde de nationale top in de veteranenklasse.
In 2003 werd Coy Koopal tijdens een tennispartijtje getroffen door een hartaanval. Hij overleed op 71-jarige leeftijd.

### Clubstatistieken
| Seizoen | Club        | Land      | Competitie                   | Competitie | Competitie | Beker | Beker | Internationaal | Internationaal | Overig | Overig | Totaal | Totaal |
| Seizoen | Club        | Land      | Competitie                   | Wed.       | Dlp.       | Wed.  | Dlp.  | Wed.           | Dlp.           | Wed.   | Dlp.   | Wed.   | Dlp.   |
| ------- | ----------- | --------- | ---------------------------- | ---------- | ---------- | ----- | ----- | -------------- | -------------- | ------ | ------ | ------ | ------ |
| 1954/55 | VVV         | Nederland | Eerste klasse C (afgebroken) | 7          | 5          | –     | –     | 0              | 0              | 0      | 0      | 7      | 5      |
| 1954/55 | VVV         | Nederland | Eerste klasse D              | 26         | 16         | –     | –     | 0              | 0              | 0      | 0      | 26     | 16     |
| 1955/56 | VVV         | Nederland | Hoofdklasse A                | 34         | 17         | –     | –     | 0              | 0              | 0      | 0      | 34     | 17     |
| 1956/57 | Willem II   | Nederland | Eredivisie                   | 33         | 13         | 1     | 2     | 0              | 0              | 0      | 0      | 34     | 15     |
| 1957/58 | Willem II   | Nederland | Eerste divisie A             | 29         | 18         | 2     | 2     | 0              | 0              | 1      | 0      | 32     | 20     |
| 1958/59 | Willem II   | Nederland | Eredivisie                   | 34         | 17         | 0     | 0     | 0              | 0              | 0      | 0      | 34     | 17     |
| 1959/60 | Willem II   | Nederland | Eredivisie                   | 34         | 16         | –     | 0     | 0              | 0              | 0      | 0      | 34     | 16     |
| 1960/61 | Willem II   | Nederland | Eredivisie                   | 32         | 18         | 4     | 6     | 0              | 0              | 0      | 0      | 36     | 24     |
| 1961/62 | Willem II   | Nederland | Eredivisie                   | 28         | 19         | 2     | 0     | 0              | 0              | 0      | 0      | 30     | 19     |
| 1962/63 | Willem II   | Nederland | Eredivisie                   | 29         | 11         | 3     | 2     | 0              | 0              | 0      | 0      | 32     | 13     |
| 1963/64 | Willem II   | Nederland | Eerste divisie               | 17         | 11         | 1     | 3     | 2              | 0              | 0      | 0      | 20     | 14     |
| 1964/65 | Fortuna '54 | Nederland | Eredivisie                   | 10         | 1          | 1     | 0     | 0              | 0              | 0      | 0      | 11     | 1      |
| 1965/66 | Fortuna '54 | Nederland | Eredivisie                   | 3          | 0          | 0     | 0     | 0              | 0              | 0      | 0      | 3      | 0      |
| Totaal  | Totaal      | Totaal    | Totaal                       | 316        | 162        | 14    | 15    | 2              | 0              | 1      | 0      | 333    | 177    |

### Interlandstatistieken
| Interlands van Coy Koopal | Interlands van Coy Koopal | Interlands van Coy Koopal  | Interlands van Coy Koopal | Interlands van Coy Koopal | Interlands van Coy Koopal |
| №                         | Datum                     | Wedstrijd                  | Uitslag                   | Competitie                | Goals                     |
| Als speler van VVV        | Als speler van VVV        | Als speler van VVV         | Als speler van VVV        | Als speler van VVV        | Als speler van VVV        |
| ------------------------- | ------------------------- | -------------------------- | ------------------------- | ------------------------- | ------------------------- |
| 1                         | 14 maart 1956             | West-Duitsland – Nederland | 1 – 2                     | Vriendschappelijk         | 0                         |
| 2                         | 8 april 1956              | België – Nederland         | 0 – 1                     | Vriendschappelijk         | 1                         |
| 3                         | 10 mei 1956               | Nederland – Ierland        | 1 – 4                     | Vriendschappelijk         | 0                         |
| 4                         | 6 juni 1956               | Nederland – Saarland       | 3 – 2                     | Vriendschappelijk         | 1                         |
| Als speler van Willem II  |                           |                            |                           |                           |                           |
| 5                         | 15 september 1956         | Zwitserland – Nederland    | 2 – 3                     | Vriendschappelijk         | 0                         |
| 6                         | 14 oktober 1956           | België – Nederland         | 2 – 3                     | Vriendschappelijk         | 0                         |